# Scleria tricuspidata
Scleria tricuspidata är en halvgräsart som beskrevs av Stanley Thatcher Blake. Scleria tricuspidata ingår i släktet Scleria och familjen halvgräs. Inga underarter finns listade i Catalogue of Life.